# Hamana hyena
Hamana hyena är en insektsart som beskrevs av Delong och Freytag 1966. Hamana hyena ingår i släktet Hamana och familjen dvärgstritar. Inga underarter finns listade i Catalogue of Life.